# Tórtora cucut de Flores
La tórtora cucut de Flores (Macropygia macassariensis) és una espècie d'ocell de la família dels colúmbids (Columbidae) que es distribueix per les illes de Flores, Cèlebes, Tanakeke, Selayar i en algunes de les illes Petites de la Sonda. Anteriorment, era tractada com a subespècie de la tórtora cucut grossa (Macropygia magna) però en l'actualitat és considerada una espècie separada.

## Descripció
És un colom gros i de cua llarga amb parts inferiors de color beix barrades des de la gola a la part inferior de la cua i les parts superiors uniformement marró terrós. El mascle mostra el clatell i el cap marrons, les femelles el cap pàl·lid i el clatell barrat. Els exemplars juvenils són semblants a les femelles. Es troba a les terres baixes boscoses i a la vora del bosc. Restringida a un grapat d'illes del mar de Flores, i possiblement també al sud-oest de Sulawesi, on la part inferior completament barrada de la tórtora cucut de Flores la distingiria del tórtora cucut del sultà.

## Subespècies
Es reconeixen dues subespècies:
- M. m. macassariensis (Wallace, 1865) – en el sud-oest de les illes de Cèlebes, Selayar i Tanakeke.
- M. m. longa (Meise, 1930) – a les illes Tanah Jampea i Kalaotoa a les illes Petites de la Sonda.